# Petar Hektorović
 Ovo je glavno značenje pojma Petar Hektorović. Za trajekt pogledajte M/T Petar Hektorović.
Petar Hektorović (Hvar, 1487. – Hvar, 13. ožujka 1572.) bio je hrvatski renesansni pjesnik i erudit.
Odlikovao se i glazbenim i graditeljskim znanjem, pa je ostavio više notnih zapisa bugaršćica i lirskih pjesama koje su mu pjevali hvarski ribari, a svoj glasoviti ljetnikovac Tvrdalj u Starome Gradu, danas jedinstveni spomenik kulture, sam je i projektirao i gradio po načelu potpune funkcionalnosti svake i najmanje arhitektonske pojedinosti. 
Njegovo Ribanje i ribarsko prigovaranje (Mletci, 1568.), vrsno je pjesničko djelo, ribarska ekloga, putopis, dokumentarna reportaža, refleksivnodidaktični spjev, a ujedno i pjesnička poslanica Jeronimu Bartučeviću, sve to u isti mah – ono je i djelo koje upućuje na povijesnu i neraskidivu svezu između hrvatskog usmenog i umjetnog pjesničkog stvaranja. Dvije bugarštice i dvije folklorne pjesme, što ih je Hektorović unio u svoje djelo, potvrđuju da su ta dva stvaralačka tijeka uvelike izvorna i jedinstvena. 
U jednom je svojem zapisu ostavio svjedočenje o seobama Hrvata na talijanske obale, Hrvata čiji su potomci današnji Hrvati iz Molisea.